# 凱納爾賈
43°59′N 27°30′E / 43.983°N 27.500°E

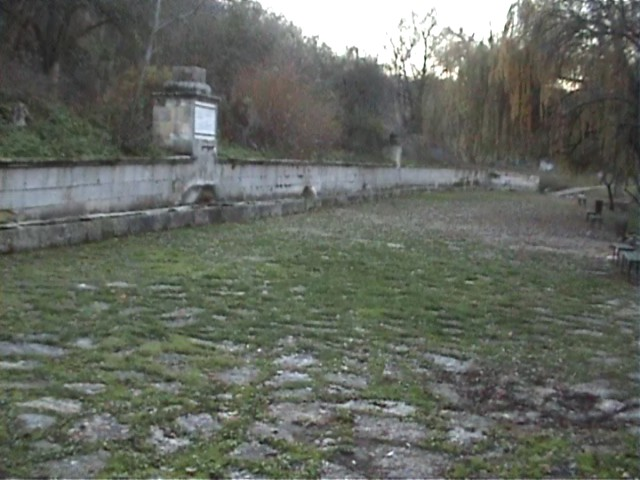

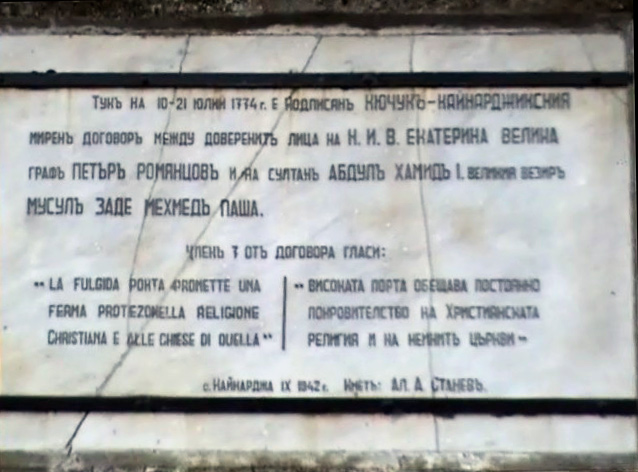

凱納爾賈，是保加利亞東北部錫利斯特拉州凱納爾賈市鎮的村庄及行政中心，面積44.87平方公里，海拔高度173米，2015年人口699，人口密度每平方公里15.6人。